# 2156 Kate
Kate (asteroide 2156) é um asteroide da cintura principal, a 1,789807 UA. Possui uma excentricidade de 0,2018135 e um período orbital de 1 226,42 dias (3,36 anos).
Kate tem uma velocidade orbital média de 19,89032337 km/s e uma inclinação de 5,35454º.
Esse asteroide foi descoberto em 23 de setembro de 1917 por Sergei Belyavsky.